# Wilcze (potok)
Wilcze – potok, lewy dopływ Muszynki.
Potok wypływa na wysokości około 720 m w leju źródliskowym na północno-zachodnich stokach szczytu Czarne Garby (830 m) w Paśmie Leluchowskim, które w polskiej regionalizacji fizycznogeograficznej według Jerzego Kondrackiego zaliczone zostały do Beskidu Sądeckiego, w nowszej regionalizacji z 2018 r. wraz z Górami Lubowelskimi do Pogórza Popradzkiego. Spływa w kierunku południowo-zachodnim, dopiero w końcowym odcinku swojego biegu skręca na północ i w zabudowanym rejonie miasta Muszyna uchodzi do Muszynki na wysokości 457 m.
Cała zlewnia potoku Wilcze znajduje się w Muszynie w województwie małopolskim, w powiecie nowosądeckim. Większa jej część znajduje się w porośniętym lasem obszarze Pasma Leluchowskiego, tylko dolna część doliny potoku to bezleśne, zajęte przez pola uprawne i zabudowania tereny miejscowości Muszyna. Długość potoku wynosi około 1,5 km.